# Carlos Alberto Jordão
Carlos Alberto Jordão, també anomenat Carlão, (Murutinga do Sul, 6 de novembre de 1964) és un exfutbolista brasiler, que ocupava la posició de davanter.

## Trajectòria
Provinent del brasiler Olympia, a l'estiu de 1991 fitxa pel Cadis CF, de la primera divisió espanyola, amb qui va disputar dos partits abans d'abandonar l'entitat al mercat d'hivern d'eixa campanya.